# Marché noir (film)
Pour les articles homonymes, voir Marché noir (homonymie).
Pour plus de détails, voir Fiche technique et Distribution.
Marché noir (Koshtargah) est un film dramatique iranien réalisé par Abbas Amini et sorti en 2020.

## Synopsis
Après avoir fait de la prison et avoir été expulsé de France, Amir rentre en Iran et travaille avec son père. Ce dernier l'implique dans un crime dont il se sent coupable.

## Fiche technique
- Titre original : Koshtargah
- Réalisation : Abbas Amini
- Scénario : Abbas Amini et Hossein Farokhzadeh
- Musique : Mehran Ghaedipour
- Décors et costumes : Atoosa Ghalamfarsaie
- Photographie : Ehsan Rafii Jam
- Montage : Hamid Najafirad
- Producteur : Javad Noruzbegi et Ali Toulouei
  - Producteur délégué : Saeed Safarpour
- Sociétés de production : A Single Man
- Société de distribution : Ad Vitam
- Pays de production :  Iran
- Langue originale : persan et arabe
- Format : couleur — 2,35:1
- Genre : Drame policier
- Durée : 102 minutes
- Dates de sortie :
  - Iran :
    - 1er février 2020 (Fajr)
    - 28 mai 2020 (en salles)

  - France : 
    - 26 mai 2021 (Reims)
    - 5 janvier 2022 (en salles)

## Acteurs principaux
- Amirhosein Fathi : Amir
- Mani Haghighi : Motevalli
- Baran Kosari : Asra
- Hassan Pourshirazi : Abed
- Hamed Alipour : Hamed
- Sepideh Mazaheri : Monir
- Vahid Nafar : Bajenagh
- Shaker Mousavi : le frère de Hashem